# Xiao Hailiang
Xiao Hailiang (Wuhan, China, 24 de enero de 1977) es un clavadista o saltador de trampolín chino especializado en trampolín de 3 metros, donde consiguió ser campeón olímpico en 2000 en los saltos sincronizados.

## Carrera deportiva
En los Juegos Olímpicos de 1996 celebrados en Atlanta ganó el bronce en los saltos desde la plataforma de 10 metros; cuatro años después, en los Juegos Olímpicos de 2000 celebrados en Sídney (Australia) ganó la medalla de oro en los saltos sincronizados desde el trampolín de 3 metros, con una puntuación de 365 puntos, por delante de los rusos y australianos, siendo su compañero de saltos Xiong Ni.